# Akira Akagi
Akira Akagi (jap. 赤城 明 Akagi Akira; ur. 3 listopada 1944 roku w Tokio) – japoński przedsiębiorca.

## Życiorys
Akira Akagi ukończył studia administracji przedsiębiorstwa. Akagi dołączył do firmy ojca Kenzai w 1966 roku. Firma była zaangażowana w rozwój nieruchomości i po przejęciu kontroli przez Akagiego została rozbudowana, w 1981 roku firma stała się częścią Marusho Kosan Ltd., firmą zajmującą się nieruchomością sprzedaży, leasingiem i będącą spółką zarządzającą. Firma stała się częścią Leyton House Group powstałego w 1981 roku z udziałem 21 firm.
W celu promocji Leyton House, Akagi zaczął sponsorować wyścigi samochodowe kiedy to wsparł kierowcę Akira Hagiwarę, który zginął w kwietniu 1986 roku w wypadku w Mercedesie 190E na torze Sportsland SUGO podczas wyścigu w Japonii. W tym samym roku Akagi rozpoczął międzynarodowy program sponsoringu oraz rozpoczął finansowane Ivana Capelliego z Genoa Racing w Międzynarodowych Mistrzostwach Formuły 3000. Leyton House stało się głównym sponsorem zespołu Formuły 1 March i sponsorowało zespół Formuły 3000. W 1988 roku wykupiono udziały w March, a następnie za kwotę 6 000 000 dolarów wykupiono pozostałe udziały zespołu March i przekształcono go na Leyton House Racing.
W 1991 roku Akagi miał problemy prawne w związku z ogromnym skandalem Fuji Bank, który udzielał nielegalnych pożyczek przedsiębiorcom. Akagi sprzedał zespół Formuły 1 konsorcjum należącym do Kena Marrable, jednego z jego brytyjskich współpracowników. Zespół istniał do 1993 roku, ale został zamknięty.